# Akolo
Akolo est un village du Cameroun, situé dans l'arrondissement (commune) de Mengang, le département du Nyong-et-Mfoumou et la région du Centre.

## Population
En 1961, Akolo comptait 181 habitants, principalement des Yembama. Lors du recensement de 2005, on y a dénombré 357 personnes.